# 小行星2244
小行星2244（2244 Tesla）是一颗围绕太阳公转的小行星。1952年10月22日，米洛拉德·B·普羅蒂奇在贝尔格莱德发现了此天体。
該小行星以塞爾維亞裔美國機械工程師尼古拉·特斯拉命名。
这颗小行星的绝对星等为297.686617420981等。